# Knappgallstekel
Knappgallstekel (Neuroterus numismalis) är en stekelart som först beskrevs av Geoffroy in Fourcroy 1785.  Neuroterus numismalis ingår i släktet Neuroterus och familjen gallsteklar. Arten är reproducerande i Sverige. Inga underarter finns listade i Catalogue of Life.

## Bildgalleri

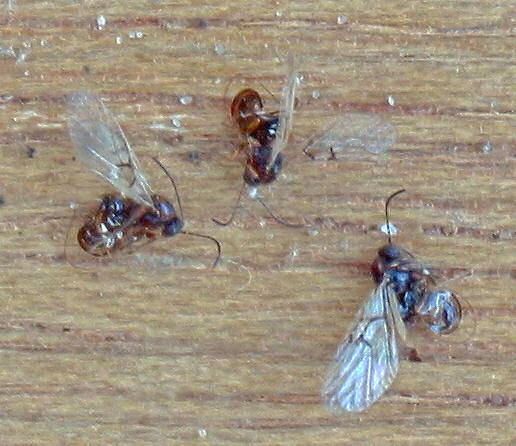